# 레논-매카트니

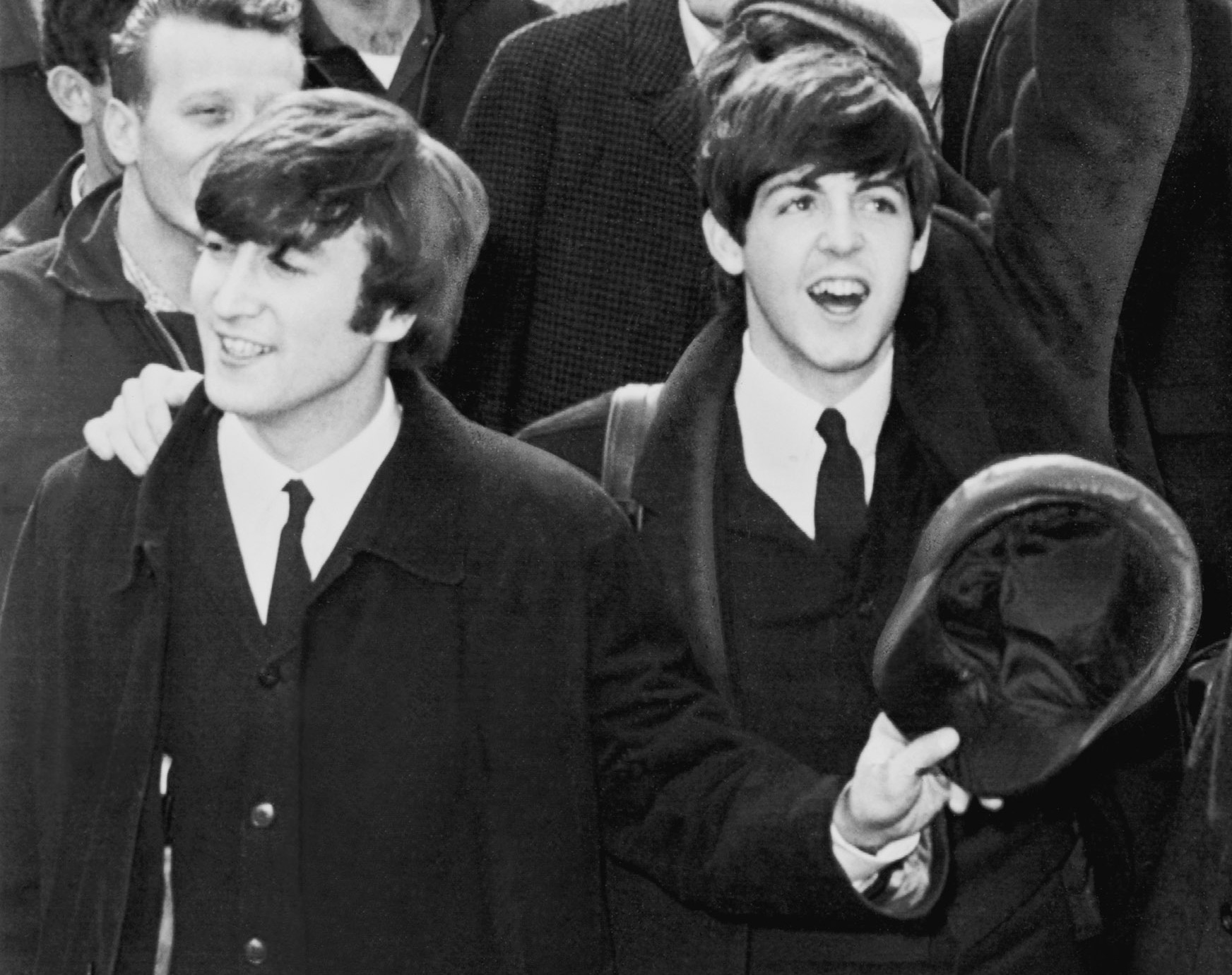
1964년의 존 레논과 폴 매카트니

레논-매카트니(Lennon–McCartney)는 영국의 음악인 존 레논과 폴 매카트니가 비틀즈 시절에 맺은 작곡가 파트너십이다. 가장 잘 알려졌을 뿐만 아니라 가장 성공적이었던 음악적 콜라보레이션으로 평가된다. 비틀즈는 이들 파트너십으로 2004년 현재 6억 장 음반을 전세계적으로 팔아치웠다. 1962년 10월 5일부터 1970년 5월 8일까지 대략 180여개 곡을 공동으로 작곡하였다고 크레디트하였으며 이중 대부분은 비틀즈가 녹음하여 이들 작품의 대부분을 이루게 되었다.
작곡가 파트너십이 거개 그러하듯 작사가와 작곡가가 구별되어 있는 반면에 레논과 매카트니는 작사와 작곡을 아울러 했다. 초반에는 레논이 설명하듯 "눈과 눈을 마주보며" 곡을 광범하게 같이 썼으나 세월이 지나면서 레논과 매카트니 한 명이 곡 하나를 몽땅 쓰거나 다른 사람이 다소 기여를 하는 수준으로 발전해갔다. 비틀즈가 유명해지기 전에 성립한 약속에 따라 레논과 매카트니는 자신이 쓴 곡이라 할지라도 파트너십이 지속되는 한 동등한 크레디트를 부여받았다.
레논-매카트니의 작곡은 아직까지도 커버 버전을 속출시키고 있으며 《기네스 월드 레코드》에 따르면 〈Yesterday〉는 역대 가장 많이 커버된 노래이다.

## 둘이의 만남
일찍부터 매카트니는 레논의 존재를 인지는 하고 있었으나 그가 누구인지는 모르는 상태였다. 1957년 7월 6일 현지의 교회 바자회에서 16세 레논은 자신의 스키플 그룹 더 쿼리멘을 대동하고 공연함으로써 매카트니와의 첫 조우를 이룬다. 15세 매카트니는 자신의 벗 이반 본을 따라 레논을 만나러 갔으며, 기타 연주실력과 에디 코크런의 〈Twenty Flight Rock〉을 자기 식으로 따라 하여 그를 감동시켰다. 직후 레논은 매카트니에게 더 쿼리멘에 들어올 것을 권하였고 매카트니는 이에 응했다 둘이의 최초의 음악적 아이돌에는 에벌리 브라더스, 리틀 리처드, 척 베리, 엘비스 프레슬리, 버디 홀리, 스모키 로빈슨 앤 더 미라클스 등이 있었으며, 둘이는 이들의 곡을 배우고 또 그 음악을 흉내내었다. 이들의 첫 작곡이 완성된 곳은 매카트니의 자택(포슬린 로드 20번지)이나 레논의 이모 미미의 자택(멘러브 애비뉴 251번지) 혹은 리버풀 인스티튜트일 것이다. 둘이는 조지 해리슨, 나이절 월리, 바바라 베이커나 레논의 미술대학 학우를 초청하여 자신들의 자작곡을 피로하고는 하였다.

## 화학반응
레논은 비틀즈의 음악이 소통을 하기 위함이 제1의 목적이었음을 밝힌 바 있다. 그리하여 자신과 매카트니는 같은 목적을 공유하였다는 것이다. 작가 데이비드 로리는 대다수의 레논-매카트니 저작의 가사의 첫 부분이 "you" 내지는 "your"로 시작한다는 것을 지적한다. 1980년 《플레이보이》지 인터뷰에서 레논은 자신들의 파트너십에 대해 이렇게 말한 바 있다.
폴은 밝음과 낙천주의를 가져왔다면 저는 항상 슬픔과 갈등, 우울한 음을 가져왔습니다. 제가 생각기에 제가 멜로디를 적지 않던 시절도 있었습니다. 폴이 작곡을 하면 로큰롤을 외쳐대며 가사를 써갈기는 식으로요. 그렇지만, 당연히도 제가 쓴 곡—〈In My Life〉나 초기의 작곡 〈This Boy〉 같은 것을 생각하노라면 그 멜로디란 개중 최고랄 수밖에 없다고 생각합니다.

역사학자 토드 콤프턴은 레논의 이 말에 다소간의 신빙성이 있음을 부정하지 않지만, 그것이 완전한 사실이라고는 할 수 없다면서 매카트니의 가장 특징적인 곡들이 하나같이 비극적이고, 또한 외로움을 주제로 한 것이 많다는 것을 주장하며 예컨대 〈Yesterday〉, 〈She's Leaving Home〉, 〈Eleanor Rigby〉, 〈For No One〉 등이 있다 하였다.
레논과 매카트니가 자주 독립적으로 작곡을 하기는 하였으며 실제로 비틀즈의 많은 노래가 한 사람의 작품인 경우도 많지만, 비틀즈의 노래가 어떤 사람의 개입없이 단 한 사람이 몽땅 쓰는 경우는 매우 드물었다. 많은 경우 매카트니나 레논이 아이디어 스케치나 곡의 편린을 서로에게 가져가서 보여주고 완성하거나 보완하고는 하였다. 이따금씩은 두 개의 미완성곡이나 미완의 아이디어가 서로 합쳐져 하나의 완성된 곡으로 탄생되는 경우도 있었다. 둘 중 한 명이 다른 한 사람의 버스나 코러스에 미들 에이트나 브리지를 추가해주는 경우 역시 있었다. 조지 마틴은 레논-매카트니의 작곡의 뛰어남을 둘이의 라이벌 의식의 발로라고 보고 있다.
시간이 흐름과 같이 곡들은 점차 한 작가만의 작품이 되어갔으며 대부분의 경우 단어를 조금 추가하거나 코드를 변경하는 정도의 참여만 해주게 되었다. 〈A Day in the Life〉은 그러나 후기 비틀즈의 노래 중에서 특히나 탄탄한 레논-매카트니의 공동작곡의 예시이다. 매카트니의 가사 편린("Woke up, fell out of bed, dragged a comb across my head ...")이 레논의 작곡 한가운데("I read the news today, oh boy ...")에서 살을 붙이는 역할을 해주고 있다. 〈Hey Jude〉는 후기 매카트니의 노래에서 레논이 개입하는 또다른 예시의 하나이다. 이 곡을 레논에게 피로하였을 때 "당신에게 필요한 움직임은 당신 어깨에 달려 있어요."라는 가사가 나오자 매카트니는 다른 좋은 가사가 나오자마자 그 가사를 바꾸려고 한다 말했으나, 레논은 그 부분이야말로 곡에서 가장 강한 파트라면서 절대 바꾸지 말 것을 약속시켰고, 매카트니는 엉뚱한 말이라 생각하면서도 이에 응했다.
레논과 매카트니의 콜라보레이션이 후년기에 들면서 쇠해지기는 했으나 둘이는 지속적으로 서로에게 영향력을 끼쳤다. 1969년 레논이 말하되 "우리는 서로 덕에 지금처럼 써나갑니다. 폴은 5에서 10년간을 같이 있어줬고 저는 폴이 없었더라면 지금처럼 쓰지 못했을 것이고 폴 역시 제가 없었더라면 지금처럼 쓰지 못했을 겁니다." 했다.

## 같이 보기
- 재거/리처즈